# Iris pontica
Iris pontica är en irisväxtart som beskrevs av Zapal. Iris pontica ingår i släktet irisar, och familjen irisväxter. Inga underarter finns listade i Catalogue of Life.